# شیشه پاک‌کن
شیشه پاک‌کن (به انگلیسی: Up in the World) یک فیلم سینمایی کمدی بریتانیایی محصول سال ۱۹۵۶ به کارگردانی جان پدی کارستیرز و با بازیگری نورمن ویزدوم، مورین سوانسون و جری دزموند است. این اثر توسط کمپانی رنک اورگانیزیشن تولید شده است.

## خلاصه داستان فیلم
نورمن برای شست‌وشوی پنجره‌های بی‌شمار کاخ یک پادشاه به کار گمارده می‌شود. پس از آنکه آدم‌ربایان وارث خاندان پادشاه را که پسربچه‌ای بازیگوش است را گروگان می‌گیرند، نورمن با فداکاری، او را از چنگ تبهکاران می‌رهاند. اما در این میان حافظه‌ی پسرک آسیب می‌بیند و دیگر منجی خود را به یاد نمی‌آورد. همین موضوع برای نورمن دردسرساز می‌شود.